# Lewis Jones (spisovatel)
Lewis Jones (28. prosince 1897 – 27. ledna 1939) byl velšský spisovatel a politický aktivista. Narodil se ve vesnici Clydach Vale na jihu Walesu. Docházel na londýnskou školu Central Labour College, kde se stal členem Komunistické strany. Během generální stávky v roce 1926 byl za svou odborovou činnost v Nottinghamshire uvězněn na tři měsíce ve swanseaském vězení. Svůj první román nazvaný Cwmardy vydal v roce 1937 a druhý následoval o dva roky později. Nesl název We Live. Zemřel roku 1939 ve věku 41 let.